# Джек Спарроу
Капітан Джек Спарроу (англ. Captain Jack Sparrow) — головний персонаж кінофраншизи «Пірати Карибського моря», створений сценаристами Тедом Еліотом та Террі Россіо. Роль виконує Джонні Депп. Вперше він з'являється у фільмі «Пірати Карибського моря: Прокляття «Чорної перлини»» (2003), потім — у фільмах «Пірати Карибського моря: Скриня мерця» (2006), «Пірати Карибського моря: На краю світу» (2007) та «Пірати Карибського моря: На дивних берегах» (2011).
Капітан Джек Спарроу передбачався його творцями як другорядний персонаж, але став головним протагоністом фільму. Його характер та особливості придумував сам Джонні Депп, ґрунтуючись на характері та особливостях гітариста групи The Rolling Stones Кіта Річардса.
Творців серії фільмів надихнув тематичний парк «Пірати Карибського моря». В 2006 році, коли парк був оновлений, до програми додали персонажа на ім'я «Джек Спарроу». Також персонаж став героєм серії книг «Пірати Карибського моря: Джек Спарроу», яка описує його пригоди в юності; цей герой також з'являється в серії відеоігор «Пірати Карибського моря».
У контексті фільмів Джек — член «Братства піратських баронів семи морів». Він може бути зрадником, але виживає більше завдяки дотепності та вмінню вести переговори, ніж завдяки зброї та силі; воліє уникати надто небезпечних ситуацій та б'ється лише у разі потреби. Спочатку Спарроу розшукує свій корабель «Чорна перлина», викрадений його колишнім соратником Гектором Барбоссою, потім намагається уникнути виконання своєї частини угоди.
В українській версії капітана Джека Спарроу озвучив Олег «Фагот» Михайлюта.

## Біографія
Джек Спарроу був легендарним піратом Семи морів і шахраєм Карибського моря. Першим коханням капітана Джека було море, другим — його улюблений корабель «Чорна перлина».
Він – син капітана Едварда Тіга. Джек, народився на піратському кораблі під час тайфуну. До того, як він став відомим як «Капітан Джек Спарроу», він був відомий просто як Джеком, підліток-безбілетний пасажир, який навіть тоді мав жагу до пригод. Молодий Джек вперше відплив на Barnacle з екіпажем лахманців, щоб знайти та добути легендарний Меч Кортеса. Через кілька років після своїх підліткових пригод Джек продемонстрував себе як здібний піратський капітан у сутичці з іспанським кораблем, який він спритно переміг і потопив разом з його командою та жахливим капітаном Армандо Салазаром ', отримавши ім’я «Джек Спарроу». Після того, як він зіткнувся з сумнозвісними піратами-ізгоями , Джек був змушений залишити піратське життя та влаштуватися на роботу в Ост-Індську торгову компанію. Після п’яти років вірної служби він отримав командування Wicked Wench , кораблем, яким володів Катлер Беккет, директор EITC у Західній Африці. Будучи співробітником Беккета, Спарроу шукав містичний острів Керма та його скарби, поки не вирішив зрадити Беккета та захистити острів та його мешканців від останнього та його работорговців. Коли Беккет наказав йому перевезти вантаж рабів-людей на Багамські острови, пообіцявши продати дівчину всього за один шилінг, Спарроу вирішив звільнити їх і вкрав дівчину у Беккета. Проте його людям вдалося знайти Джека і затаврувати його як пірата, безповоротно повернувши Спарроу до піратського життя. Уклавши угоду з грізним Деві Джонсом, жахливим капітаном примарного «Летючого голландця», на якому його улюблене судно було піднято з глибини. Незабаром після цього Джек Спарроу став одним із дев'яти піратських лордів Братського двору, а сам Спарроу став новим лордом Карибського моря.
Протягом багатьох років, коли він був одним із піратів Карибського моря, капітан Джек Спарроу брав участь у багатьох пригодах. Він був капітаном «Чорної перлини» два роки, протягом яких шукав «Тіньове золото». Але коли він збирався за скарбами Ісла-де-Муерта, Джек втратив Перлину під час заколоту, який очолив його перший помічник, капітан Гектор Барбосса. Десять років потому, за допомогою Вілла Тернера та Елізабет Свонн, Джек повернув « Чорну перлину», убивши проклятого Барбоссу, і таким чином знову став її капітаном. Невдовзі капітан Спарроу намагався захопити Скриню Мерця, щоб розрахуватися з Дейві Джонсом за свій борг, що закінчилося тим, що Кракен доставив і капітана, і корабель до Скрині Деві Джонса. Після відчайдушної спроби врятувати Спарроу зі Сховища на чолі з воскреслим Гектором Барбоссою, Братський суд зібрався в останню боротьбу проти лорда Катлера Беккета, який контролював Деві Джонса та Летючий Голландець, що призвело до протистояння піратів з компанією. Пізніше Джек плавав на дивних хвилях під час пошуків легендарного Фонтану молодості. Змушений сісти на борт «Помсти королеви Анни», Спарроу повинен боротися з горезвісною Чорною Бородою, його прекрасною донькою Анжелікою, зомбі, русалками та знову зустрітися з Барбоссою. Пізніше, переслідуваний капітаном Салазаром і командою смертоносних привидів, які втекли з трикутника, капітан Джек, намагався змінити свою нещодавню серію нещасть, знайшовши Тризуб Посейдона. У непростому союзі з Генрі Тернером, який прагнув звільнити свого проклятого батька Вілла, і Каріною Сміт, блискучим астрономом і дочкою Барбосси, Спарроу зміг знайти Тризуб і перемогти Салазара.
З часом капітан Джек Спарроу став центром інтриг, оскільки про подвиги знаменитого пірата розповідали міфи та легенди. Проте більшість цих оповідань були перебільшеннями або навіть вигадками, прикрашеними самим незламним шахраєм, щоб зміцнити свою репутацію. Він також переходив від однієї небезпечної пригоди до іншої, вороги ставали союзниками, а друзі – ворогами. Дійсно, незважаючи на свою нечесність і численні обмани, Джек таки вирушив у низку грандіозних і захоплюючих пригод, деякі з яких включали надприродне, магію та подорожі з метою виявлення прихованих скарбів. Цей спритний пірат понад усе цінував свою свободу та свій корабель. Найвищою метою Джека Спарроу було плавати морями на борту «Чорної перлини», випивати пляшки рому та жити піратським життям.